# 蒙彼利埃 (北达科他州)
蒙彼利埃（英語：Montpelier），是美国北达科他州下属的一座城市。根据2010年美国人口普查，该市有人口87人。